# Michaelis-Arboezov-reactie
De Michaelis-Arboezov-reactie, ook wel de Arboezov-reactie genoemd, is een organische reactie van een trialkylfosfiet met een alkylhalogenide tot een diester van fosforzuur:
Deze verbindingen worden gebruikt in de Wittig-Horner-reactie, waarbij een keton of aldehyde in een alkeen kan worden omgezet. De reactie werd in 1898 ontdekt door de Duitse scheikundige August Michaelis en achteraf verder onderzocht door de Rus Aleksandr Arboezov.

## Reactiemechanisme
De Michaelis-Arboezov-reactie start met de SN2-reactie tussen het nucleofiele fosfiet (1) en het elektrofiele alkylhalogenide (2), waardoor een fosfoniumhalogenide (3) als intermediair wordt gevormd. Wanneer uitgegaan wordt van een aromatisch fosfietester, dan worden stabiele fosfoniumzouten gevormd die geen verdere reactie vertonen. In het geval van alifatische zijketens treedt een uitwisselingsreactie op: het halogenide valt via een tweede SN2-reactie aan op een alkoxyketen, waardoor een fosfaatester (4) ontstaat en een nieuw alkylhalogenide (5). Wanneer het fosfoniumzout chiraal is, dan treedt deze laatste reactie op met inversie van de configuratie, zoals kan verwacht worden van een klassieke SN2-reactie.
De Michaelis-Arboezov-reactie verloopt het beste met primaire alkyljodiden. De reactie met secundaire halogeniden verloopt goed, maar elimatie van het halogenide leidt tot nevenproducten.